# Girdite
La girdite è un minerale.